# Hydrillodes pterota
Hydrillodes pterota är en fjärilsart som beskrevs av Louis Beethoven Prout 1928. Hydrillodes pterota ingår i släktet Hydrillodes och familjen nattflyn. Inga underarter finns listade i Catalogue of Life.